# Spycimir
Spycimir, Spyćmier, Spyćmir, Spyćmierz – staropolskie imię męskie, złożone z członu Spyci- („nadaremnie”), oraz członu -mir („pokój, spokój, dobro”), zdrobniale – Spytko. Pisownia z końcowym -rz prawdopodobnie jest zapisem imienia zdrobniałego, uformowanego przy użyciu przyrostka -jь, pod wpływem którego wygłosowe -r przeszło w -rz.
Spycimir imieniny obchodzi 26 kwietnia.
Znane osoby o tym imieniu:
- Spytymir – czeski książę plemienny (IX w.)
- Spycimir Leliwita – kasztelan krakowski, zm. 1352/1354
- Spytko z Melsztyna (1364-1399)
- Spytek Wawrzyniec Jordan (1518–1568)